# Луций Юлий Юл (консул)
Луций Юлий Юл (лат. Lucius Iulius Iulus; V век до н. э.) — римский политический деятель из патрицианского рода Юлиев, военный трибун с консульской властью 438 года до н. э., консул 430 года до н. э.

## Биография
Луций Юлий был сыном Вописка Юлия, консула 473 года до н. э. В 438 году до н. э. он вошёл в состав коллегии из трёх военных трибунов-патрициев; кроме него, трибунами были Мамерк Эмилий Мамерцин и Луций Квинкций Цинциннат Младший. Во время этого трибуната Фидены отпали от Рима и перешли на сторону Вейй, а царь последних казнил римских послов, но эту войну выпало вести магистратам следующего года.
В 431 году до н. э., когда Авл Постумий Туберт был назначен диктатором для войны с вольсками и эквами, Луций Юлий стал начальником конницы. Ему было поручено заниматься снабжением армии.
В 430 году до н. э. Луций Юлий был консулом совместно с Луцием Папирием Крассом. Войны в этом году не велись; консулы приняли важный закон, устанавливавший максимальный размер штрафов, поскольку узнали, что такая инициатива готовится народными трибунами, и решили их опередить.
Сыном Луция Юлия был военный трибун с консульской властью 401 и 397 годов до н. э. того же имени.